# Сільське життя (газета, Шишаки)
«Сільське життя» — шишацька районна україномовна суспільно-політична газета. Тижневик виходить щоп'ятниці. Наклад: 3040 примірників.

## Історія
Шишацька районна газета «Сільське життя» була заснована у грудні 1933 року і мала назву «Ленінський шлях». Виходила на двох сторінках формату А-4. Пізніше стала виходити форматом А-3. Першими редакторами газети були Н. Зозуляк, В. Кундіренко, в. о. редактора Ф. Холодов, К. Андрущенко, М. Гапусенко. Газета виходила без перерв до початку війни. Під час окупації району німцями вихід газети було припинено.
Перший повоєнний номер газети вийшов у вересні 1943 року в Миргороді. Після війни редакторами районної газети працювали А. Волик, І. Нечитайло, В. Костенко, Г. Сердюченко, Л. Полницька, В. Катаєв.

## Зміст
Виходить газета на 10 аркушах формату А3 один раз на тиждень. Основним наповненням газети є новини, місцева самоврядність, соціальні проблеми, економіка, сільське господарство, правовий захист, додатки «Партнери», «Податковій вісник».